# Wolfgang Feil (Mediziner)

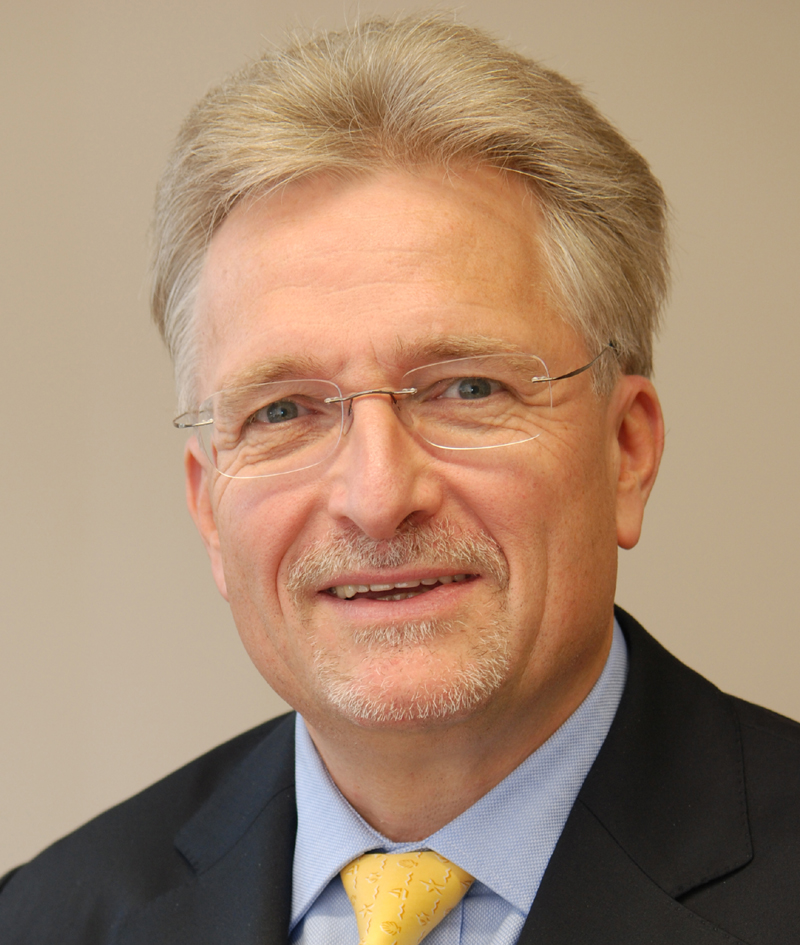
Wolfgang Feil, 2014

Wolfgang Feil (* 2. August 1956 in Wien) ist ein österreichischer Chirurg. Er ist ehemaliger Ärztlicher Direktor und Vorstand der Chirurgischen Abteilungen am Evangelischen Krankenhaus Wien und im Sonderfach „Allgemeine und Viszerale Chirurgie“ spezialisiert.
Feil ist Mitglied internationaler wissenschaftlichen Gesellschaften (Deutsche Gesellschaft für Chirurgie, American College of Surgery) und des Vorstandes der „Österreichischen Gesellschaft für Chirurgie“.
International war er als „President of the European Board of Surgery“ für Standardisierung, Harmonisierung und Qualitätsmanagement der Facharztausbildung in den Chirurgischen Fächern in der Europäischen Union verantwortlich. Weiters ist er als „Allgemein beeideter und zertifizierter Sachverständiger“ für das Sonderfach Chirurgie tätig und arbeitet als Chirurg im Rudolfinerhaus und im Goldenen Kreuz in Wien.

## Leben
Wolfgang Feil promovierte 1979 an der Medizinischen Fakultät der Universität Wien zum „Doktor der gesamten Heilkunde“ und absolvierte seine Facharztausbildung an der 1. Chirurgischen Universitätsklinik in Wien, wo er 1987 zum Facharzt für Chirurgie approbierte. 1990/1991 leistete Feil seinen Wehrdienst beim österreichischen Bundesheer als Feldarzt. 1991 erwarb Feil die Lehrberechtigung als Universitätsdozent. Habilitationsthema war die erstmalige Beschreibung der Fähigkeit von Oberflächenzellen der Magen- und Darmschleimhaut, Scheinfüsschen ausbilden und diese rasch über oberflächliche Defekte legen zu können („rapid restitution“). Neben einer Vielzahl von basiswissenschaftlichen Publikationen veröffentlichte Feil auch zahlreiche Originalarbeiten zu klinischen Themen. Feil ist Gastprofessor und Studienkoordinator an der Medizinuniversität Wien.
Feil veröffentlichte ca. 400 zitierfähige Publikationen. Er besuchte internationale postgraduelle Fortbildungsveranstaltungen, absolvierte Hospitationen und Gastprofessuren in Europa, USA und Asien ebenso wie Vorsitze bei nationalen und internationalen Kongressen.
Wolfgang Feil ist verheiratet und Träger des „Österreichischen Ehrenkreuzes für Wissenschaft und Kunst I. Klasse“.

## Auszeichnungen
- „Theodor-Billroth-Preis“ der Ärztekammer für Wien (1986).
- „Friedrich-Wewalka-Gedächtnispreis“ der Österreichischen Gesellschaft für Gastroenterologie und Hepatologie (1987).
- „HOECHST-Preis“ des Medizinischen Dekanats der Universität Wien (1988).
- Wissenschaftlicher Förderungspreis der Ersten Österreichischen Spar-Casse-Bank (1989).
- „Staatspreis“ des Bundesministeriums für Wissenschaft und Forschung zur Förderung von Ersatzmethoden zum Tierversuch (1990).

## Klinische Tätigkeit
1992 übernahm Feil als leitender Oberarzt die Chirurgische Abteilung des Donauspitals in Wien. Dort war Feil für den Aufbau des Betriebsmanagements verantwortlich, initiierte den Aufbau eines EDV-gestützten Systems zur Befunderstellung und Dokumentation, leitete den Aufbau der Spezialambulanzen für Koloproktologie und Schilddrüsenerkrankungen, bildete eine Arbeitsgruppe zur Erweiterung der Möglichkeiten und verbesserten Ausbildung in der laparoskopischen Chirurgie und war Mitbegründer des „Ludwig Boltzmann Instituts für Chirurgische Onkologie“.

## Wirtschaftsuniversität Wien
2003 graduierte Feil zum „Akademischen Krankenhausmanager“ an der Wirtschaftsuniversität Wien und spondierte 2004 zum „Master of Advanced Studies-Hospital Management“ an der WU Wien Vienna University of Economics and Business Administration. 2009 approbierte Feil als „Diplomierter Risikomanager“.

## Evangelisches Krankenhaus Wien
2004 übernahm Feil als Chefarzt die Führung der „Chirurgischen Abteilungen“ am „Evangelischen Krankenhaus Wien“. Feil positionierte die Abteilungen als „Kompetenzzentrum für minimal invasive Chirurgie“. Feil begründete am EKH Wien die „Qualitätssicherungskommission“, das „Tumorboard“ und die „Ärztliche Bildungsakademie“.